# Lake Valley (Nuevo México)
Lake Valley es un lugar designado por el censo ubicado en el condado de San Juan en el estado estadounidense de Nuevo México. En el Censo de 2010 tenía una población de 64 habitantes y una densidad poblacional de 2,96 personas por km².

## Geografía
Lake Valley se encuentra ubicado en las coordenadas 36°5′24″N 108°9′51″O / 36.09000, -108.16417. Según la Oficina del Censo de los Estados Unidos, Lake Valley tiene una superficie total de 21.62 km², de la cual 21.62 km² corresponden a tierra firme y (0%) 0 km² es agua.

## Demografía
Según el censo de 2010, había 64 personas residiendo en Lake Valley. La densidad de población era de 2,96 hab./km². De los 64 habitantes, Lake Valley estaba compuesto por el 12.5% blancos, el 0% eran afroamericanos, el 73.44% eran amerindios, el 9.38% eran asiáticos, el 0% eran isleños del Pacífico, el 1.56% eran de otras razas y el 3.13% pertenecían a dos o más razas. Del total de la población el 3.13% eran hispanos o latinos de cualquier raza.